# Orival, Charente

Orival este o comună în departamentul Charente, Franța. În 1 ianuarie 2022 avea o populație de 150 de locuitori.